# Sistema legado
O termo sistema legado descreve um sistema antigo que permanece em operação em uma organização. Geralmente utilizam bancos de dados obsoletos.
Frequentemente, os sistemas legados são relativamente antigos, baseados em mainframes, otimizados para acomodar a memória, o disco e outras restrições operacionais de plataformas arcaicas de software e hardware. A maioria deles tem mais de 20 anos e são escritos em COBOL, PL / I ou Assembly/370.

## Aspectos
Normalmente são aplicações complexas, de difícil manutenção e, pelo grau de criticidade e custo para modernização, continuam ativas. Por falta de documentação e com a saída do pessoal técnico que participou originalmente no seu desenvolvimento, os sistemas legados podem apresentar problemas como:
- dificuldade de compreensão das regras de negócio neles implementadas;
- desconhecimento das razões que levaram a determinadas decisões;
- problemas na estruturação dos módulos de código;
- miscelânea de estilos de programação;
- obsolescência das ferramentas de desenvolvimento;
- impossibilidade de reaproveitamento dos equipamentos nos quais são executados para execução de softwares mais atuais.

### Características de sistemas legados
Ian Warren elenca as seguintes características de sistemas legados:
- Altos custos de manutenção
- Software complexo
- Software de suporte obsoleto
- Hardware obsoleto
- Sem conhecimento técnico
- Negócio crítico
- Backlog de solicitações de mudança
- Documentação deficiente
- Conhecimento empresarial incorporado
- Mal compreendido pelos mantenedores